# Лишин, Григорий Андреевич
Григорий Андреевич Лишин (23 апреля (5 мая) 1854, Санкт-Петербург — 15 (27) июня 1888, там же) — популярный композитор и аккомпаниатор XIX века, один из первых мелодекламаторов в России. Переводчик и автор многочисленных оперных либретто. Поэт и музыкальный критик, выпускник Училища правоведения.

## Биография
Родился 23 апреля (по старому стилю) 1854 года в семье генерал-майора А. Ф. Лишина и Констанции Ивановны (Константиновой), внебрачной дочери наместника Царства Польского великого князя Константина Павловича. Восприёмником при его крещении 7 мая 1854 г. был император Николай I.
Получил домашнее образование. В 1867 году поступил в Училище правоведения. Параллельно продолжал музыкальные занятия, начало которым положила его мать, ученица Ф. Шопена. Уроки игры на фортепьяно, теории музыки и композиции ему давали известные музыканты-педагоги А. Гензельт, К. П. Галлер, Н. Ф. Соловьёв.
Уже в 13-летнем возрасте Лишин выступал как аккомпаниатор на концертах известных вокалистов -
К. Нантье-Дидье (фр. Constance Nantier-Didiée) и Э. Тамберлика (итал. Enrico Tamberlik).
В 1875 году Г. А. Лишин окончил Училище правоведения в чине коллежского секретаря и получил назначение в харьковский Окружной суд. В Харькове, отказавшись от карьеры юриста, начал работать вторым капельмейстером в местном оперном театре. С октября 1875 года по февраль 1876 — дирижировал операми русских («Жизнь за царя» М. И. Глинки, «Русалка» А. С. Даргомыжского) и зарубежных («Волшебный стрелок» К. Вебера, «Фауст» Ш. Гуно, «Гугеноты» Д. Мейербера) композиторов.
В качестве антрепренёра Лишин организовал гастроли передвижной оперной труппы по провинциальным городам России, одновременно являясь в ней и дирижёром, и аккомпаниатором.
В 1878 году вернулся в Петербург и был вынужден устроиться на службу цензором книг на иностранных языках в Главное управление по делам печати.
В 1880 году вышел в отставку, чтобы посвятить себя творческой деятельности.
Известен, как автор опер «Граф Нулин», «Испанский дворянин» («Дон Сезар де Базан»), «Бахчисарайский фонтан», «Цыганы» и нескольких фортепианных пьес. Аранжировал оперу «Фра-Дьяволо» французского композитора Д.Обера для московского Малого театра.
Автор музыки на стихи русских поэтов — «Она хохотала…» (А. Н. Майкова), «Дождя отшумевшего капли…», «Колодники» (А. К. Толстого) и других. Г. А. Лишину принадлежат стихи и музыкальный вариант популярного романса «О, если б мог выразить в звуке…». Произведения композитора включали в программы своих концертов знаменитые исполнители Б. Б. Корсов, И. В. Тартаков, Ф. И. Шаляпин и другие. Переводил и писал собственные оперные либретто. Публиковался под псевдонимом «Нивлянский». Итогом поэтического творчества Г. А. Лишина стали свыше 200 опубликованных стихотворений. Среди них и стихотворение «Памятнику Глинки», прочитанное автором 20 мая 1885 г. при открытии памятника композитору в Смоленске.
Драматический актёр В. Н. Давыдов писал в мемуарах про Лишина: «Аккомпаниатором он был просто гениальным! Он улавливал и предугадывал каждое намерение артиста, помогал ему, учитывая все недостатки голоса, фразировки, умел выручить в неожиданной беде!». Благодаря таланту исполнителя-аккомпаниатора Г. А. Лишин стал инициатором нового жанра сценического искусства — мелодекламации, соединившей в одном исполнителе автора, декламатора и аккомпаниатора. По мнению музыкальных критиков, он внёс в исполнительство «определенность и торжество поэтических и музыкальных идей».
В последние годы жизни Г. А. Лишин писал и публиковал фельетоны и критические статьи о музыке и театре в различных периодических изданиях — «Петербургской газете», «Гражданине» и других.
Умер в возрасте 34 лет в Петербурге 15 июня 1888 года. Похоронен в некрополе мастеров искусств
Свято-Троицкой Александро-Невской Лавры. Издатель «Гражданина», князь В. П. Мещерский, отмечая в посмертной статье бесспорный музыкальный талант Г. А. Лишина, писал: «тем ценнее был его талант, что он один из немногих, и даже, кажется, единственный был музыкальный талант, который не принадлежал ни к какому музыкальному лагерю и любил музыку всею своею поэтическою душою… и не заботился никогда о том, чтобы музыка дала ему карьеру».

## П. И. Чайковский о Лишине
Имя автора популярных музыкальных произведений было широко известно в России и не только любителям музыки. А. И Куприн поставил его в ряд с именем П. И. Чайковского — героиня его цикла очерков «Киевские типы» — «Будущая Патти» по просьбам «поёт что-нибудь из Чайковского или Лишина».
Впервые музыканты познакомились в 1871 г. в Петербурге на домашнем музыкальном вечере у директора консерватории М. П. Азанчевского, на котором Г. А. Лишин аккомпанировал на рояле известному скрипачу Л. С. Ауэру. В 1876 г. Лишин обратился к Чайковскому, чтобы узнать мнение о своих произведениях. 17 марта 1876 г. П. И. Чайковский написал брату, что вокруг него много людей, которые «хотят меня немножко эксплуатировать, в том числе, например, Лишин (Григорий Лишин, композитор)».
Уже 29 апреля 1876 г. он в своём письме брату Модесту даёт уничижительную оценку молодому композитору: «Здесь в Москве проживает теперь временно известный тебе Лишин. Недавно он играл мне свою оперу „Граф Нулин“. Боже! Какая это мерзость. И если б ты знал, как вообще этот господин мне противен с своей дилетантскою самоуверенностью, дешёвым остроумием и бесцеремонностью обращения».
На протяжении последующих лет мнение Чайковского о способностях и личности Лишина несколько раз менялось.
В 1878 г., отвечая на просьбу певца Б. Б. Корсова о создании вставной арии Вязьминского в опере «Опричник», предлагал привлечь к сочинению музыки для неё именно Лишина: «Я уверен, что он, так хорошо зная Вас, сумеет сделать именно то, что Вам нужно. Я даю Вам разрешение напечатать на афишах, что автором вставной арии является Лишин, если таково будет его желание… Если Лишин захочет сделать мне удовольствие и зайти ко мне, я буду очень рад».
В 1881 г. П. И. Чайковский рекомендовал издателю П. И. Юргенсону поручить Лишину написать либретто задуманной оперы по повести Д. В. Аверкиева «Ванька-ключник», добавив, что «он сделает это очень скоро».
В 1885 г., отказавшись от личного участия в юбилейных торжествах по случаю 50-летия Училища правоведения, Чайковский отметил: «Как я рад, что не поехал на юбилей! Уж одно то, что Лишин там блистал и выдавался, было бы мне равносильно пощёчине!». Композитор сетовал в письме управляющему Петербургской конторой Императорских театров В. П. Погожеву, что в свои гастрольные поездки, «не имея близких друзей среди рецензентов и редакторов, я ездил втихомолочку и, в то время как петербургские газеты с шумом трубили о каждом романсе г. Лишина, спетом в Стерлитамаке или Богодухове, обо мне писали очень мало».
27 июня 1888 г. Чайковский написал В. Э. Ф. Направнику по поводу ранней смерти композитора: «Читал ли ты, что бедный Лишин умер? По моему мнению, он был совершенно бездарен, и музыкальная его деятельность была мне очень несимпатична, но, Боже мой, до чего мне бывает жаль, когда умирает молодой человек? Кто знает, поживи ещё немножко, и бедный Лишин изменился бы к лучшему».